# Luzonia
Luzonia is een geslacht van tweekleppigen uit de familie van de Cuspidariidae.

## Soorten
- Luzonia chilensis (Dall, 1890)
- Luzonia philippinensis (Hinds, 1843)
- Luzonia simplex (Allen & Morgan, 1981)

Synoniem
- Luzonia walleri (Bernard, 1989) : synoniem van Luzonia chilensis (Dall, 1890)